# Li Rongxiang
Li Rongxiang (chiń. upr. 李荣祥; chiń. trad. 李榮祥; pinyin Lǐ Róngxiáng; ur. 18 stycznia 1972 w Zhejiang) – chiński lekkoatleta, który specjalizuje się w rzucie oszczepem.
W 2004 bez powodzenia startował w igrzyskach olimpijskich. Czterokrotnie brał udział w mistrzostwach świata. Reprezentant Azji w pucharze świata (2002) – zajął 6. miejsce w rzucie oszczepem oraz był 9. w pchnięciu kulą. Trzykrotny złoty medalista mistrzostw Azji. W swoim dorobku ma również dwa złote krążki igrzysk azjatyckich. Wielokrotny złoty medalista mistrzostw kraju oraz chińskiej olimpiady narodowej. Rekord życiowy: 84,29 (10 maja 2000, Chengdu). Wynik ten był do 2014 roku rekordem Chin.

## Osiągnięcia
| Rok  | Impreza              | Miejsce  | Lokata            | Wynik |
| ---- | -------------------- | -------- | ----------------- | ----- |
| 1998 | Mistrzostwa Azji     | Fukuoka  | 2. miejsce        | 77,48 |
| 1998 | Igrzyska azjatyckie  | Bangkok  | 3. miejsce        | 78,57 |
| 1999 | Mistrzostwa świata   | Sewilla  | el. - 17. miejsce | 79,24 |
| 2001 | Mistrzostwa świata   | Edmonton | 9. miejsce        | 81,80 |
| 2002 | Mistrzostwa Azji     | Kolombo  | 1. miejsce        | 82,75 |
| 2002 | Igrzyska azjatyckie  | Pusan    | 1. miejsce        | 82,21 |
| 2002 | Puchar świata        | Madryt   | 6. miejsce        | 78,12 |
| 2003 | Mistrzostwa świata   | Paryż    | 10. miejsce       | 78,24 |
| 2003 | Mistrzostwa Azji     | Manila   | 1. miejsce        | 79,25 |
| 2004 | Igrzyska olimpijskie | Ateny    | el. - 15. miejsce | 79,94 |
| 2005 | Mistrzostwa świata   | Helsinki | el. - 18. miejsce | 74,95 |
| 2005 | Mistrzostwa Azji     | Inczon   | 1. miejsce        | 78,28 |
| 2006 | Igrzyska azjatyckie  | Doha     | 3. miejsce        | 76,13 |